# ルパン最後の恋
『ルパン最後の恋』（ルパンさいごのこい、原題：Le Dernier Amour d'Arsène Lupin）は、モーリス・ルブランのアルセーヌ・ルパンシリーズの一篇。1936年から1937年にかけて執筆されたが、発表は2012年となった。ルパンシリーズ18作目の長編（戯曲『ルパンの冒険』を含む）にして、シリーズ最終作品である。作者ルブランの死去により、最終稿には達せず推敲が不十分なままとされている（後述）。『ルパン、最後の恋』の表記もある。

## 概要
本作はフランスの雑誌『ロト』への掲載のため、1936年に執筆が開始された。同年9月にはいったん完成するが、11月にルブランは脳血栓で倒れた。翌年初頭までルブランは病後の後遺症と戦いながら推敲を続けたが、最終的な作品の完成を見ることなく、1941年に没した。ルブランはまず一通りの物語を書き上げてから推敲を繰り返して作品を完成させるため、物語は完結しているが推敲不足であること、シリーズ他作品と比しての齟齬が見られること、についての指摘がある（ハヤカワ文庫の平岡敦による後書きより）。なお、こうした経緯により、本作はルブランの遺作でもある。
また、本作はルパンシリーズの別作品『四人の娘と三人の息子』およびシリーズとは異なる歴史小説『千年戦争』という未完成作品の設定が反映されており、プロローグではナポレオン・ボナパルトのような歴史上の実在の人物が登場するほか、ルパンの子供たちと思しき少年少女が描かれている。ただし、ルパンシリーズには本作以外にも、ナポレオンをはじめとした実在の人物、事件は多数登場する。また、ルパンはシリーズを通して多くの女性と恋に落ちるが、本作の子供たちがルパンの実子であるとしても、母親が誰なのかは作中には描かれていない。
執筆後は、どの媒体にも掲載されることはなく未発表作品となったが、1980年代末にモーリス・ルブランの伝記を執筆したジャック・ドゥルアールは、モーリスの息子クロード・ルブランに本作の存在を知らされ、その時点で閲覧も果たしていた。しかしクロードは「内容が『奇巌城』には及ばない」ことを理由に本作の発表を望まず、一般にはルパン幻の未発表作品として名前のみが知られていた。クロードが1994年に没して後、娘（モーリスの直孫）のフロランス・ベスフルグ・ルブランは膨大な原稿を含む祖父の遺品を受け取った。モーリス没後70年を経た2012年、フロランスが原稿を整理していた際に本作は発見され、同年5月に「70年ぶりの新作」としてフランスで発表、続けて同年9月には日本語訳も発表された。こうした経緯から、ルブランの作品で唯一21世紀に発表された作品となった。

## あらすじ
ナポレオン1世による第一帝政の時代、ルパン将軍は『理（ことわり）の書』（"livre de raison" の誤訳。本当は出納帳と家事日誌を兼ねたもの）の存在を知った。この書はイギリス国王の愛人であるモンカルメ夫人の家に継承されており、ジャンヌ・ダルクの告白によるイギリスの世界戦略が描かれていた。モンカルメ夫人はルパン将軍の従姉妹にあたるが、かねて好意を抱いていたルパン将軍は、彼女の心と『理の書』を手に入れる。ナポレオンは本書を読み込んだが、その知識を活用する前に失脚。『理の書』はセントヘレナのナポレオンからルパン家に寄贈され、彼の家には代々『理の書』が伝承されることになった。
時代は下り1921年、フランス貴族のレルヌ大公が自殺する。娘のコラ・ド・レルヌには親しい仲の「四銃士」と呼ばれる男たちがいたが、大公の遺書には『四銃士の中にあのアルセーヌ・ルパンがいる。彼はきっと、支えになってくれるだろう』と書かれていた。コラ嬢の恋心と『理の書』を巡り、ルパン最後の冒険が始まる。

## シリーズとの関連
本作には、他のルパン・シリーズとの関連を思わせる描写がある。作中でルパンが自身の財産の隠し場所を語る場面があり、「エトルタの針岩」、「バール・イ・ヴァの川」、「コー地方の修道院」の名を上げるが、これらはそれぞれ『奇巌城』、『バール・イ・ヴァ荘』、『カリオストロ伯爵夫人』に登場する舞台である。ただし「エトルタの針岩」は『奇巌城』の結末ではルパンの手を離れているなど、齟齬が見られる。またルパンの年齢についても、作中では40歳と自身の口から明言されているが、通説では48歳となっているはずである。

## 日本語訳
シリーズのいくつかを翻訳した平岡敦により、早川書房から最初の翻訳が刊行された。また児童文学作家の南洋一郎による少年向けの翻訳を出版してきたポプラ社からは、同社の『ズッコケ三人組』シリーズで知られる那須正幹の訳が刊行された。同書では南のシリーズの装丁を援用しており、表紙絵は過去作品のコラージュとなっている。また、同じくシリーズ代表作を翻訳してきた東京創元社の創元推理文庫からも、高野優と池畑奈央子の共訳が刊行された。ただし表題については、早川版と東京創元社版が『ルパン、最後の恋』及び『リュパン、最後の恋』と読点が含まれている（東京創元社版は従来から一貫して「リュパン」表記である）。なお、本作以外のシリーズ、関連作品全作を翻訳してきた偕成社からは刊行されていない。

## 宝塚公演
平岡敦の早川書房版をベースに、『ルパン －ARSÈNE LUPIN－』の題名でミュージカル化され、宝塚歌劇団月組が2013年に上演した。作・演出は正塚晴彦、主役のルパンを龍真咲、ヒロインは愛希れいかが演じた。ただし平岡訳では「コラ・ド・レルヌ」と表記されるヒロインは、舞台では「カーラ・ド・レルヌ」とされており、ルブラン自身も登場する。なお、ルブランは北翔海莉が演じている。
また2014年には同じく宝塚歌劇団月組選抜メンバーにより、スピンオフ作品『THE KINGDOM』が上演された。これは本作に登場するドナルド・ドースン（凪七瑠海）とヘアフォール伯爵（美弥るりか）の前日譚を描いたオリジナル作品。ルパン自身は直接登場しないが、シリーズに登場するルパンの乳母ヴィクトワールの口からジム・バーネットの名が告げられ、またシャーロック・ホームズがルパンの存在を語っている。